# Jerome Apt
Jerome « Jay » Apt est un astronaute américain né le 28 avril 1949.

## Vols réalisés
Il réalise 4 vols en tant que spécialiste de mission :
- 5 avril 1991 : Atlantis (STS-37)
- 12 septembre 1992 : Endeavour (STS-47)
- 9 avril 1994 : Endeavour (STS-59)
- 16 septembre 1996 : Atlantis (STS-79)

## Honneur
L'astéroïde (116903) Jeromeapt est nommé en son honneur.